# Piet Keizer
Peter Johannes „Piet“ Keizer (* 14. Juni 1943 in Amsterdam; † 9. Februar 2017 ebenda) war ein niederländischer Fußballspieler. Der Stürmer bestritt zwischen 1962 und 1974 34 Länderspiele für die niederländische Fußballnationalmannschaft und erzielte dabei elf Tore.

## Karriere

### Verein

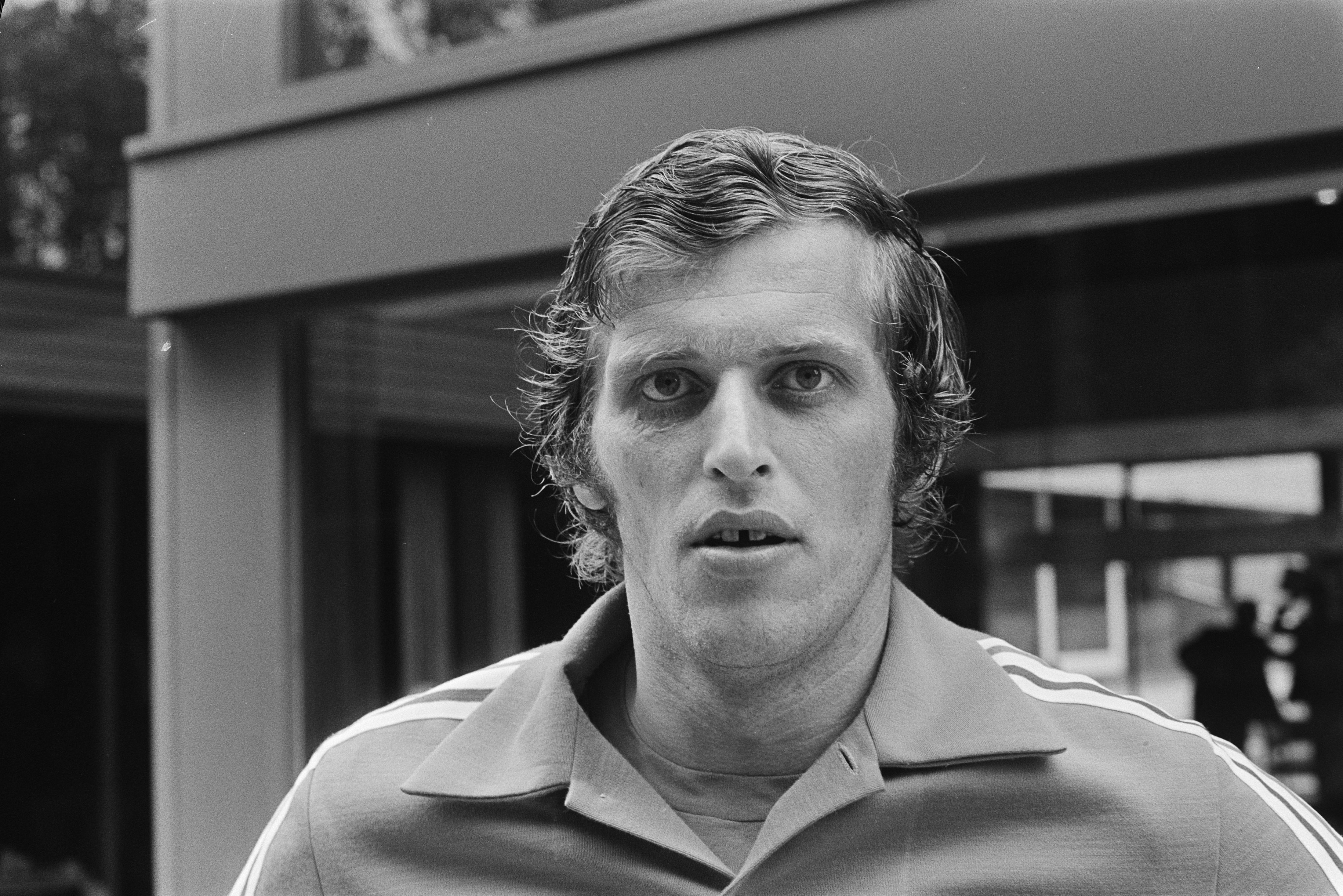
Piet Keizer (1974)

Keizer galt in den 1960er und 1970er Jahren als einer der besten Spieler seines Landes. 1961 stand er als 17-Jähriger erstmals im Kader des Ehrendivisionärs Ajax Amsterdam.
Seinen kongenialen Mitspieler fand der Linksaußen sowohl bei Ajax, wie auch in der Nationalmannschaft in Johan Cruyff. Mit dem Wechsel von Cruijff zum FC Barcelona zerbrach das Traumduo. Ohne seinen Partner im Sturm verlor Keizer seine durchschlagende Kraft. Für France Football macht die Offensivkraft von Keizer, Cruijff und Sjaak Swart zwischen 1964 und 1973 sie zu einem der sechs global prägendsten Angriffstrios seit dem Zweiten Weltkrieg, unter denen das Fachblatt diese Ajax-Reihe als „die revolutionärste“ bezeichnet.
Zusammen mit Ajax Amsterdam wurde Keizer sechsmal niederländischer Meister und fünfmal niederländischer Pokalsieger. Zwischen 1971 und 1973 gewann er mit dem Verein dreimal in Folge den Europapokal der Landesmeister und wurde 1972 Weltpokalsieger.
Insgesamt bestritt Keizer für Ajax Amsterdam 365 Spiele. In der Liste der meisten Einsätze für den Verein steht er damit auf Platz vier.

### Nationalmannschaft
Ein Jahr nach seinem Profidebüt für Ajax gab Keizer sein Debüt in der Nationalmannschaft der Niederlande.
Zur Weltmeisterschaft 1974 fuhr er nur als Ersatzspieler und kam im Gruppenspiel gegen Schweden als Ersatzmann für Rob Rensenbrink zu seinem einzigen Einsatz. Dies war sein 34. und letztes Länderspiel.

## Erfolge

### Verein
- International-Football-Cup-Sieger: 1961/62
- Niederländischer Meister: 1965/66, 1966/67, 1967/68, 1969/70, 1971/72, 1972/73
- Niederländischer Pokalsieger: 1960/61, 1966/67, 1969/70, 1970/71, 1971/72
- Europapokalsieger der Landesmeister: 1970/71, 1971/72, 1972/73
- UEFA-Super-Cup-Sieger: 1972, 1973
- Weltpokalsieger: 1972

### Nationalmannschaft
- Vize-Weltmeister: 1974

## Nach der aktiven Karriere
Keizer arbeitete als Scout für den griechischen Verein Panathinaikos Athen. Am 9. Februar 2017 starb er im Alter von 73 Jahren an Lungenkrebs.